# Guanabara Esporte Clube
Il Guanabara Esporte Clube, noto anche semplicemente come Guanabara, è una società calcistica brasiliana con sede nella città di Araruama, nello stato di Rio de Janeiro.

## Storia
Il club è stato fondato il 25 maggio 2004.